# Crise de la dette
Une crise de la dette est une période où un État ne dispose plus des moyens pour rembourser sa dette publique, ou, plus largement, où les créanciers refusent d’accorder de nouveaux prêts au gouvernement. Cette crise peut précéder un défaut de paiement.

## Concept
Un pays dont les recettes publiques sont inférieures aux dépenses publiques génère de la dette pour couvrir ses déficits. Un accroissement de la dette peut déboucher sur une incapacité pour l’État à honorer le service de la dette contractée. Cette situation d'insolvabilité rend le pays fragile face aux fluctuations et changement des conditions du marché.
Si le pays est incapable de rembourser la dette contractée et ses intérêts, il est alors déclaré en défaut de paiement. Le pays endetté peut alors recourir à la restructuration de sa dette avec l'accord des créanciers. 

## Histoire
Plusieurs pays ou villes ont connu des crises de la dette au cours de leur histoire. Ainsi de Venise vers 1490, de Gênes vers 1555, de l'Espagne vers 1650, d'Amsterdam vers 1770, de l'Égypte annexée en 1876, de Terre-Neuve annexé en 1936, et de la Grèce en 2010.
Les questions de dette peuvent parfois causer des crises d'ordre politique, comme dans la Rome antique.
Les guerres conduisent souvent à une explosion des dépenses publiques et ainsi, parfois, à des crises de la dette.
Les pays en développement connaissent des crises chroniques de la dette. Les chocs pétroliers provoquent une hausse de l'endettement de certains pays et conduisent à des crises de la dette.